# フェリックス・ヴァン・フルーニンゲン
フェリックス・ヴァン・フルーニンゲン（Felix Van Groeningen, 1977年 - ）は、ベルギーの映画監督、プロデューサー、脚本家である。

## 生い立ちとキャリア
ヘントで生まれる。
2004年に『Steve + Sky』で長編デビューし、プラトー賞にノミネートされる。2008年にディミトリ・フェルフルストの『残念な日々』を原作とした『De helaasheid der dingen』を監督し、翌2009年5月に第62回カンヌ国際映画祭の監督週間で上映される。2013年に長編第4作『オーバー・ザ・ブルースカイ』が第86回アカデミー賞外国語映画賞のベルギー代表に選出され、ノミネートを果たした。2022年、パオロ・コニェッティの同名小説を原作とし、シャルロッテ・ファンデルメールシュと共同で監督・脚本を務めた『帰れない山』が第75回カンヌ国際映画祭のコンペティション部門で上映され、審査員賞を受賞する。

## フィルモグラフィ
- 50CC (2000) 短編、監督・脚本・製作
- Steve + Sky (2004) 監督・脚本
- Dagen zonder lief (2007) 監督・脚本
- De helaasheid der dingen (2009) 監督・脚本
- オーバー・ザ・ブルースカイ The Broken Circle Breakdown (2012) 監督・脚本
- ベルヒカ Belgica (2016) 監督・脚本
- ビューティフル・ボーイ Beautiful Boy (2018) 監督・脚本
- 帰れない山 Le otto montagne (2022) 監督・脚本（いずれもシャルロッテ・ファンデルメールシュと共同）